# Dendrobium reflexibarbatulum
Dendrobium reflexibarbatulum är en orkidéart som beskrevs av Johannes Jacobus Smith. Dendrobium reflexibarbatulum ingår i släktet Dendrobium, och familjen orkidéer. Inga underarter finns listade i Catalogue of Life.